# Pottia serrata
Pottia serrata är en bladmossart som beskrevs av R. Brown ter 1894. Pottia serrata ingår i släktet Pottia och familjen Pottiaceae. Inga underarter finns listade i Catalogue of Life.